# Прямая (приток Куро-Искитима)
Прямая — река в России, протекает по Кемеровскому району Кемеровской области.
Сливаясь с рекой Удельная образует реку Куро-Искитим в 8 км от её устья. Длина реки составляет 10 км.

## Притоки
- 5 км: Глухая
- 8 км: Горячинский Лог

## Данные водного реестра
По данным государственного водного реестра России относится к Верхнеобскому бассейновому округу, водохозяйственный участок реки — Томь от города Новокузнецк до города Кемерово, речной подбассейн реки — Томь. Речной бассейн реки — (Верхняя) Обь до впадения Иртыша.